# Acacia helmsiana
Acacia helmsiana é uma espécie de leguminosa do gênero Acacia, pertencente à família Fabaceae.